# Гархвал (округ)

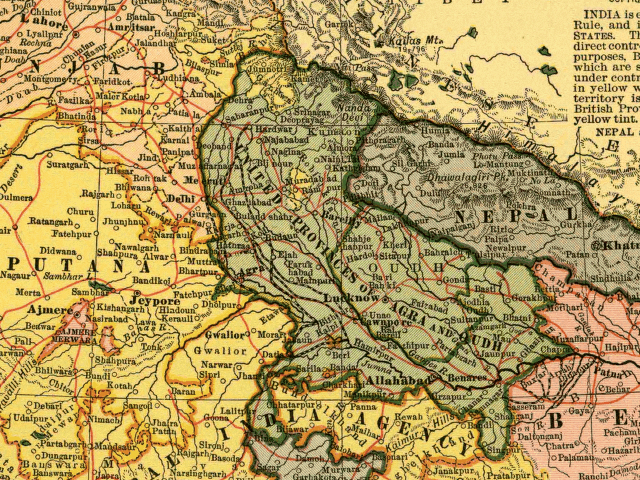
Об'єднані провінції, 1903 рік.

Гархвал (англ. Garhwal або Gurwal) — округ, що існував у складі області Кумаон Об'єднаних провінцій Аґри і Ауда Британської Індії з 1814 року до здобуття Індією незалежності. Округ займав площу 14 579 км² у Гімалаях на території історичної області Гархвал.
Округ був утворений на землях, отриманих від Непалу за умовами Суґаульського договору, з частини території колишнього Королівства Ґархвал.
Економіка базувалася на сільському господарстві, поширеному переважно уздовж річок. Продуктами експорту були зерно та тканини, імпорту — сіль, худоба, вовна. Значною була торгівля з Тибетом. Тут набиралися 2 батальйони індійської армії. Населення станом на 1901 рік становило 429 900 осіб. Адміністративним центром був Паурі, найбільшим містом — Срінаґар.

## Ресурси Інтернету
- Garhwal Encyclopaedia Brittanica, 1903 рік